# ناو ایواداته
ناو ایواداته (ژاپنی: 岩舘 直؛ زادهٔ ۱۷ اوت ۱۹۸۸) یک بازیکن فوتبال اهل ژاپن است.
از باشگاه‌هایی که در آن بازی کرده‌است می‌توان به باشگاه فوتبال میتو هولیهوک و باشگاه فوتبال اوراوا رد دیاموندز اشاره کرد.